# Sacedón
Sacedón là một đô thị trong tỉnh Guadalajara, Castile-La Mancha, Tây Ban Nha. Theo điều tra dân số năm 2007 đô thị này có dân số là 1.758 người.